# زیر صفر (فیلم ۲۰۲۱)
زیر صفر (اسپانیایی: Bajocero‎) یک فیلم فیلم اکشن اسپانیایی در سال ۲۰۲۱ به کارگردانی لوئیس کوئیلز و نویسندگی فرناندو ناوارو و کوئیلز است. در این فیلم بازیگرانی از جمله خاویر گوتیه‌رس آلبارس، کارا الخالده به ایفای نقش می‌پردازند.